# Gare de Bad Griesbach
La gare de Bad Griesbach (en allemand:Bahnhof Bad Griesbach), est une gare ferroviaire de la ville allemande de Bad Peterstal-Griesbach (land de Bade-Wurtemberg).

## Situation ferroviaire
La gare est située au point kilométrique (PK) 29,1 et à l'extrémité de la Renchtalbahn (Appenweier à Bad Griesbach).
Gare terminus de la ligne, elle est précédée par la gare de Bad Peterstal.

## Histoire
La première liaison entre Appenweier et Oppenau est ouverte le 1er juin 1876 par la Renchthal-Eisenbahn-Gesellschaft, société reprise le 31 mai 1909 par les chemins de fer de l'État de Bade (Badische Staatseisenbahnen), qui avaient, dès l'ouverture, assuré l'exploitation de la ligne.
La Deutsche Reichsbahn prolonge la ligne le 28 novembre 1926 jusqu'à Bad Peterstal et le 23 mai 1933 jusqu'à Bad Griesbach.

## Service des voyageurs

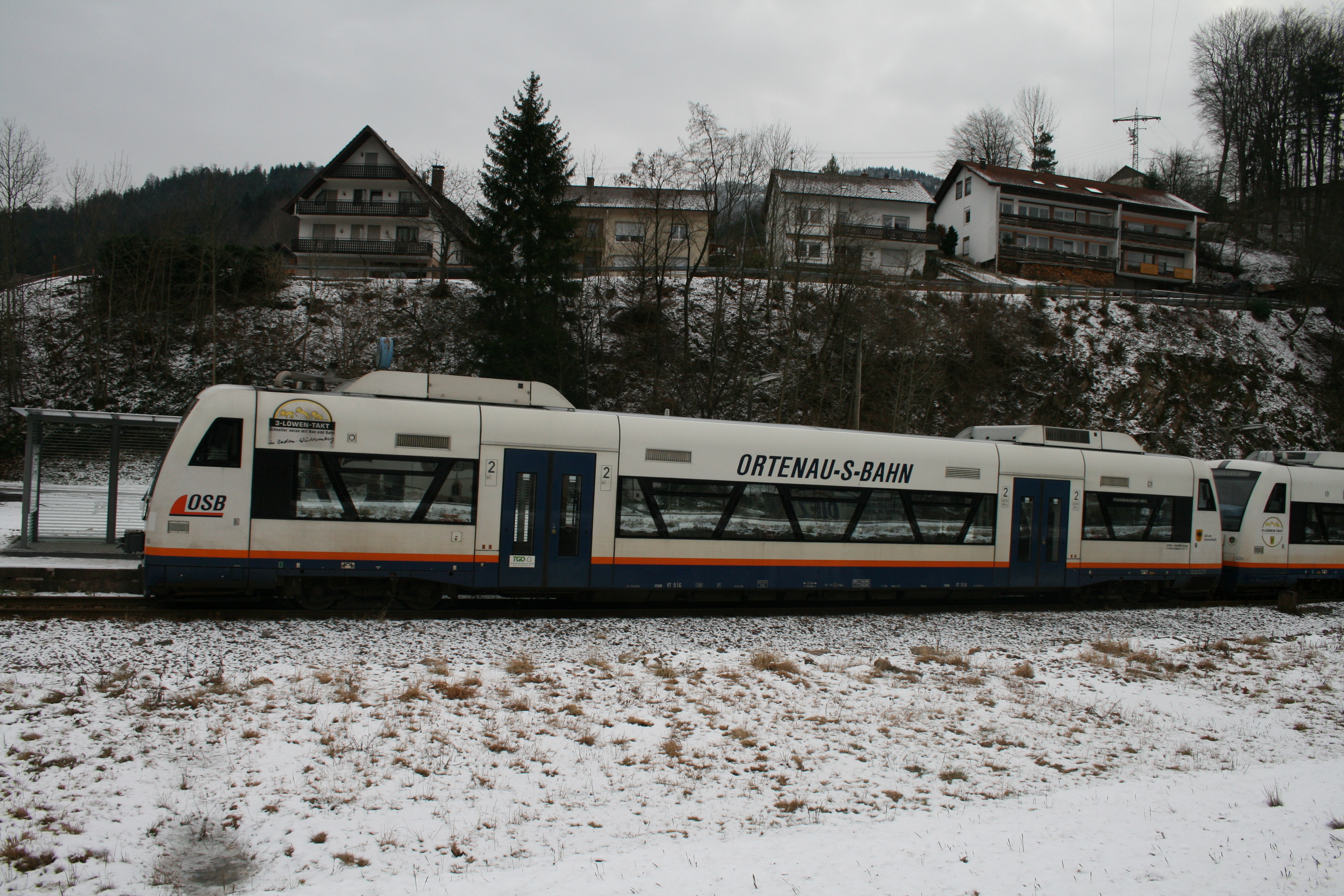
Une rame de l'Ortenau-S-Bahn en gare

### Accueil
La gare dispose d'un bâtiment voyageurs avec guichet ouvert tous les jours. Elle est équipée d'automates pour l'achat de titres de transport.

### Desserte
La desserte de la gare est assurée par des Stadler Regio-Shuttle RS1 de l'Ortenau-S-Bahn. La relation vers Offenbourg est cadencée toutes les deux heures. Le temps de trajet entre Bad Griesbach et Offenbourg est d'environ cinquante minutes.